# Braço de Perseus

Localização do Braço de Perseus

O Braço de Perseus é um braço espiral principal da Via Láctea.
A Via Láctea é uma galáxia espiral barrada com quatro braços maiores e pelo menos dois menores. O Braço Espiral de Perseus, com um raio de cerca de 10.700 parsecs, está localizado entre o Braço de Cygnus e o Braço de Sagitário. É nomeado por causa da sua proximidade com a constelação de Perseus.
Há especulações que o pequeno Braço de Órion, que inclui o Sistema Solar e a Terra, é um ramo da Braço de Perseus, mas isso não está confirmado.
O Braço de Perseus contém um número de objetos do Catálogo Messier:
- A Nebulosa do Caranguejo (M1)

e os aglomerados abertos
- Messier 36
- Messier 37
- Messier 38
- Messier 52
- Messier 103.